# Musculus depressor septi nasi

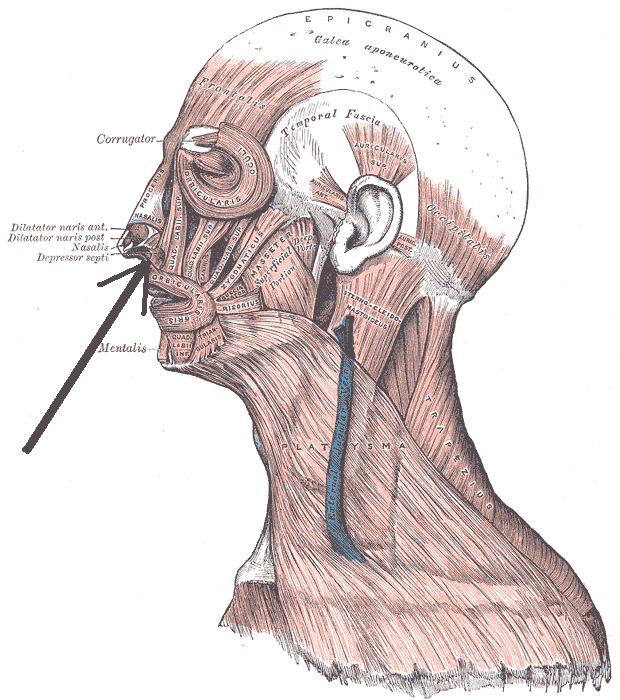
A fej izmai (a nyíl mutatja az apró izmot)

A musculus depressor septi nasi egy apró orrizom.

## Eredés, tapadás, elhelyezkedés
A felső állkapocs (maxilla) foramina incisiva nevű részéről ered és az orrsövényen (septum nasi) valamint az orrcimpa (ala nasi) hátsó részén tapad.

## Beidegzés
A nervus facialis rami buccales nervi facialis része idegzi be.

## Külső hivatkozások
- Fül-orr-gége
- Leírás
- Képek